# Station Dybbølsbro
Station Dybbølsbro is een S-tog-station in het centrum van Kopenhagen, Denemarken. Het is genoemd naar de Dybbølsbro, de brug die ter plekke over de sporen gaat. De brug zelf is genoemd naar Dybbøl in het zuiden van Jutland.

Het station is geopend op 1 november 1934 als onderdeel van de eerste S-toglijn (lijn C) tussen Københavns Hovedbanegård en Valby. Het oude houten stationsgebouw werd in de jaren negentig van de 20e eeuw gesloopt, toen het station een grote renovatie onderging. 
Sinds die verbouwing zijn de perrons en de Dybbølsbro direct onderling verbonden met vaste rappen en liften. Er zijn twee eilandperrons met 4 perronsporen aan de oostkant van de brug voor de S-tog-dienst in gebruik. Het vierde spoor werd tot 5 augustus 2011 gebruikt als toerit naar het opstelterrein en is sindsdien opgenomen in de reizigersdienst, formeel is er slechts sprake van een halte. Het opstelterrein ten westen van de brug heet station Skelbæk maar dat kent geen reizigersvervoer. 
De splitsing van de Vestbanen en de Køge bugtbanen ligt voor de S-tog aan de westkant van Skelbæk en door de ongelijkvloerse kruising is er in Dybbølsbro sprake van richtingperrons. 
De reizigersstroom op station Dybbølsbro groeide sterk na de opening van winkelcentrum Fisketorvet  in 2000. Sinds 2011 is de vermelding Fisketorvet toegevoed aan naamborden bij de toegangen, echter niet op de netkaarten. 
Tussen het station Dybbølsbro en Fisketorvet is een langeafstandsbusstation in aanbouw met een geplande opening in 2024.

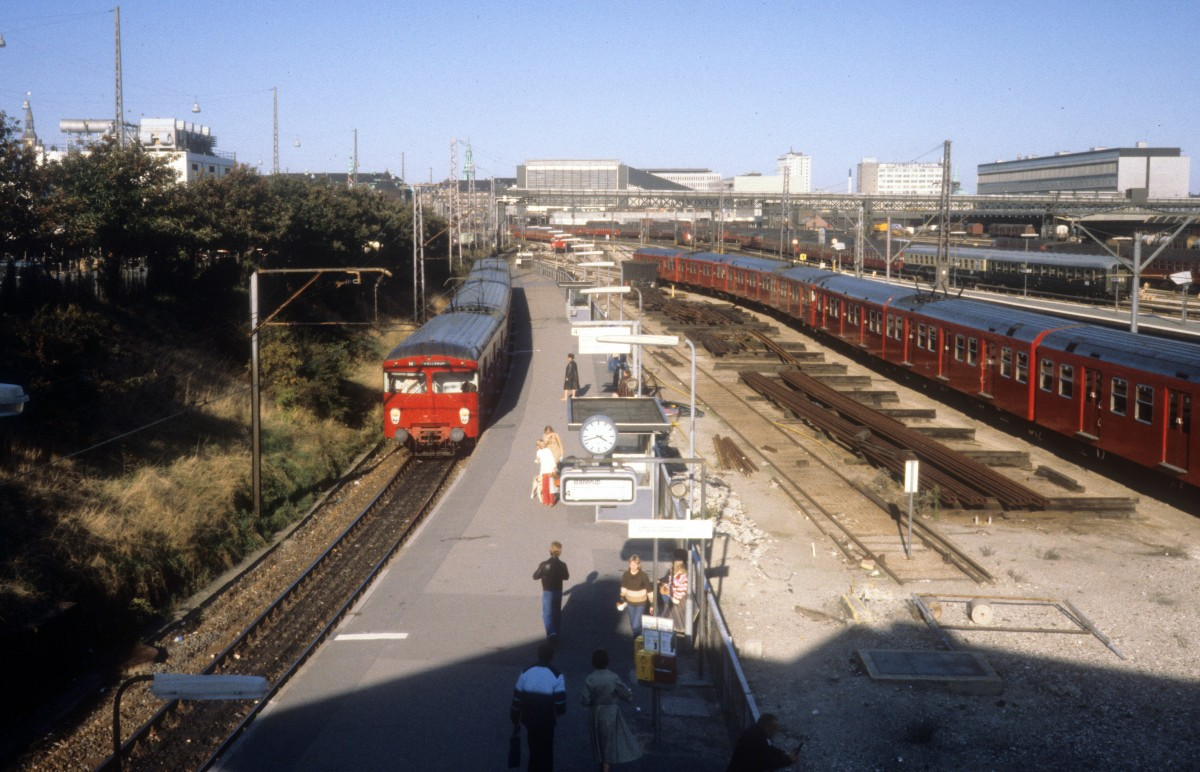
Het station in 1979.
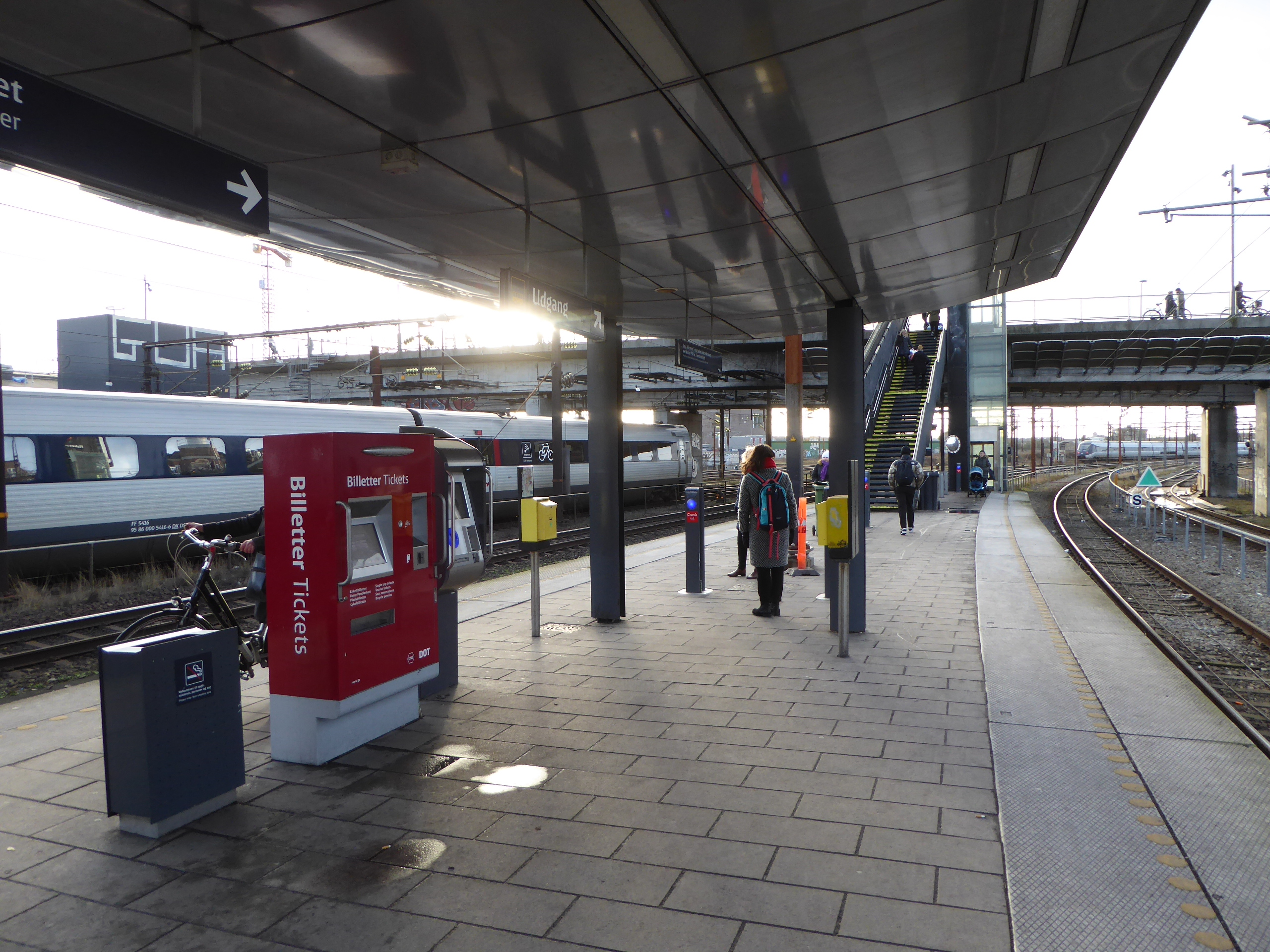
Het zuidelijke perron voor de richting Hovedbanegård.
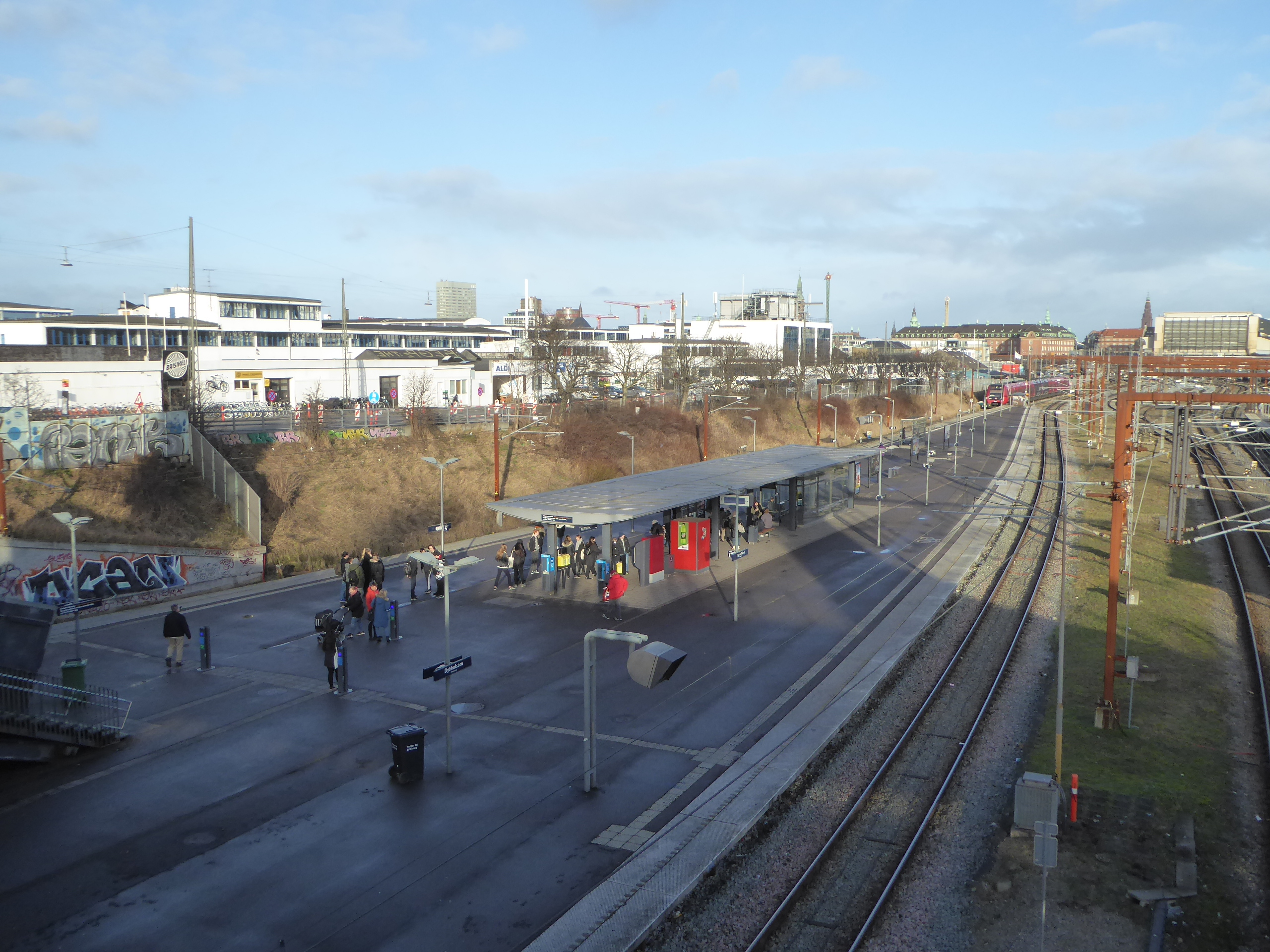
Het noordelijke perron, sinds 2011 aan beide zijden voor reizigers.

Solrød Strand · Karlslunde · Greve · Hundige · Ishøj · Vallensbæk · Brøndby Strand · Avedøre · Friheden · Åmarken · Ny Ellebjerg · Sjælør · Sydhavn · Dybbølsbro · København H · Vesterport · Nørreport · Østerport · Nordhavn · Svanemøllen  · Hellerup · Jægersborg · Lyngby · Holte · Birkerød ·  Høvelte · Allerød · Hillerød
Høje Taastrup · Taastrup · Albertslund · Glostrup · Brøndbyøster · Rødovre · Hvidovre · Danshøj · Valby · Carlsberg · Dybbølsbro · København H · Vesterport · Nørreport · Østerport · Nordhavn · Svanemøllen · Ryparken · Emdrup · Dyssegård · Vangede · Kildebakke · Buddinge · Stengården · Bagsværd · Skovbrynet · Hareskov · Værløse · Farum
Høje Taastrup · Taastrup · Albertslund · Glostrup · Danshøj · Valby · Carlsberg · Dybbølsbro · København H · Vesterport · Nørreport · Østerport · Svanemøllen · Ryparken · Emdrup · Dyssegård · Vangede · Kildebakke · Buddinge · Stengården · Bagsværd · Skovbrynet · Hareskov · Værløse · Farum
Frederikssund · Vinge · Ølstykke · Egedal · Stenløse · Veksø · Kildedal · Måløv · Ballerup · Malmparken · Skovlunde · Herlev · Husum · Islev · Jyllingevej · Vanløse · Flintholm · Valby · Carlsberg · Dybbølsbro · København H · Vesterport · Nørreport · Østerport · Nordhavn · Svanemøllen · Hellerup · Charlottenlund · Ordrup · Klampenborg
Køge · Ølby · Køge Nord · Jersie · Solrød Strand · Karlslunde · Greve · Hundige · Ishøj · Ny Ellebjerg · Sjælør · Sydhavn · Dybbølsbro · København H · Vesterport · Nørreport · Østerport · Nordhavn · Svanemøllen · Hellerup · Bernstorffsvej · Gentofte · Jægersborg · Lyngby · Sorgenfri · Virum · Holte
Frederikssund · Ølstykke · Egedal · Stenløse · Veksø · Måløv · Ballerup · Malmparken · Herlev · Vanløse · Flintholm · Peter Bangs Vej · Langgade ·  Valby · Carlsberg · Dybbølsbro · København H · Vesterport · Nørreport · Østerport